# 왕광 (후한)

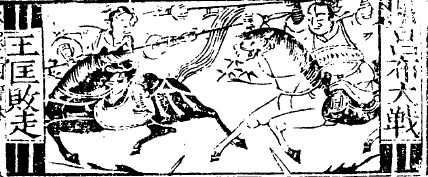

왕광(王匡, ? ~ ?)은 중국 후한 말의 관료로, 자는 공절(公節)이며 연주 태산군 사람이다.

## 행적
젊은 시절부터 재화를 경시하고 어려운 사람들을 돕는 것을 좋아하여 임협으로 이름이 높았고 채옹(蔡邕)과도 친교를 맺었다.
처음에는 대장군 하진(何進)으로부터 대장군 부연으로 임명되어 서주로 부임해 군수물자 보급 등의 후방 담당 역을 맡았다. 이후 원소(袁紹)가 정권을 잡은 하진에게서 십상시(十常侍) 주살의 지휘권을 일임받자 원소의 계책에 따라 강노수 5백 명을 이끌고 낙양으로 소집되었다. 이와 때를 같이해서 원소는 동군태수 교모(喬瑁)를 성고에 주둔시켰고, 무맹도위 정원(丁原)을 시켜 맹진을 불태우게 했는데 그 불빛이 낙양에까지 비췄다고 한다.
원소의 계속된 협박에 마침내 낙양 내에서 환관들의 보호세력은 모두 떨어져 나갔고 원소는 하진에게 힘을 잃은 십상시들을 모조리 처형할 것을 권하였으나, 하진이 망설이며 아무런 행동도 취하지 않는 사이에 환관세력은 십상시의 난을 일으켜 반격했고 하진은 살해되고 만다.
왕광은 원소와 합류해 환관들에게 반격을 가했고 중상시 고망을 살해했다. 이후 동탁(董卓)이 집권하자 직위에서 물러나 고향으로 돌아갔으나 다시 하내태수로 임명되었다.
190년, 반동탁 연합군이 일어나자 왕광도 참여해 하양진에 주둔하며 동탁군과 맞섰으나 동탁군의 교묘한 협공에 말려들어 군사가 크게 패하고 만다.
또한 이 무렵 동탁은 황제의 이름을 빌어 왕광의 매부인 집금오 호모반(胡母班) 등 명망높은 인물들을 칙사로 보내 연합군의 해산을 종용했다. 하지만 연합군의 맹주 원소는 이를 단호히 거부하고 오히려 왕광에게 이들을 모두 처형하여 머리를 전군에 보이도록 명령하여 결국 왕광은 호모반을 살해했다.
이후 왕광은 고향인 태산으로 돌아가 수천 명의 정예병을 모았고 장막(張邈)의 세력에 합류하려고 했으나 왕광에게 원한을 품고 있던 호모반의 친족들과 결탁한 조조(曹操)에게 살해당했다.

## 삼국지연의의 묘사
〈삼국지연의〉에는 반동탁 연합군의 제5진으로 등장해 호뢰관 전투에서 선봉을 맡지만 부하 방열(方悅)이 여포(呂布)에게 죽고 겨우 도주하는 것으로 나온다. 그 이후로는 등장하지 않는다.

## 왕광을 섬긴 사람들
※ 방열은 나관중(羅貫中)의 소설 《삼국지연의(三國志演義)》에 등장하는 가공의 인물이다.
- 방열
- 한호 원사(元嗣)

## 같이 보기
- 삼국지 인물 목록